# Itakura Shigenori
Itakura Shigenori est un nom japonais traditionnel ; le nom de famille (ou le nom d'école), Itakura, précède donc le prénom (ou le nom d'artiste).
Itakura Shigenori (板倉 重矩, 22 novembre 1617-13 juillet 1673) est un daimyo du début de l'époque d'Edo. La famille de daimyos de Shigenori prétend descendre de la branche Shibukawa de la Seiwa-Genji. Les Itakura font remonter l'origine du clan à la province de Mikawa, et la descendance de Katsuhige (1542-1624), y compris les descendants de son second fils Shigemasa (1588-1638), est connue comme la branche aînée du clan. Katsuhige est le grand-père de Shigenori et Shigenori le fils aîné de Shigemasa.
La jeunesse de Shigenori se passe dans la province de Mikawa. En 1615, son père obtient des revenus annuels de Mikawa en l'honneur de sa conduite de guerrier pendant le siège d'Osaka.

## Carrière au service du shogunat
Shigenori est nommé gouverneur du château d'Osaka puis rōjū. Il sert pendant un temps comme rōjū (1665-1668) puis quitte Edo pour Kyoto.
Il sert en tant que représentant du shogun dans la capitale comme quatrième Kyoto shoshidai durant la période qui va du 4 juillet 1668 au 3 avril 1670. Il retourne à Edo pour un second mandat de rōjū (1670-1673). Son service auprès du shogunat Tokugawa est généreusement récompensé à Fukōzu et Mikawa-Nakajima. En 1672, il est nommé daimyō du domaine de Karasuyama dans la province de Shimotsuke.
Son grand-père est le deuxième shoshidai et son oncle le troisième. Shigenori suit leur exemple en se joignant à son père dans le cadre de l'armée du shogunat au cours de la rébellion de Shimabara.